# Antoniaustralia arida
Antoniaustralia arida är en tvåvingeart som beskrevs av Neal L. Evenhuis 1993. Antoniaustralia arida ingår i släktet Antoniaustralia och familjen svävflugor.
Artens utbredningsområde är Northern Territory, Australien. Inga underarter finns listade i Catalogue of Life.